# スパイラルランディング
スパイラルランディング（英語：spiral landing、Corkscrew landing）とは、地対空ミサイルなどの対空兵器による被害を最小限に押さえるため、着陸地点の上空で螺旋を描くように急速に降下していく着陸方法である。
ベトナム戦争や、2003年のDHL貨物便撃墜事件以降のバグダード国際空港への着陸で使用されている。